# Понте Сан Никола (Салерно)
Понте Сан Никола је насеље у Италији у округу Салерно, региону Кампанија.
Према процени из 2011. у насељу је живело 214 становника. Насеље се налази на надморској висини од 20 м.